# Siglophora
Siglophora is een geslacht van vlinders van de familie visstaartjes (Nolidae), uit de onderfamilie Chloephorinae.

## Soorten
- S. bella Butler, 1892
- S. cinnamomina Kobes, 1983
- S. cymographa Hampson, 1912
- S. ferreilutea Hampson, 1895
- S. haematica Hampson, 1905
- S. haemoxantha Zerny, 1916
- S. langei Kobes, 1983
- S. sanguinolenta Moore, 1888